# Sahn

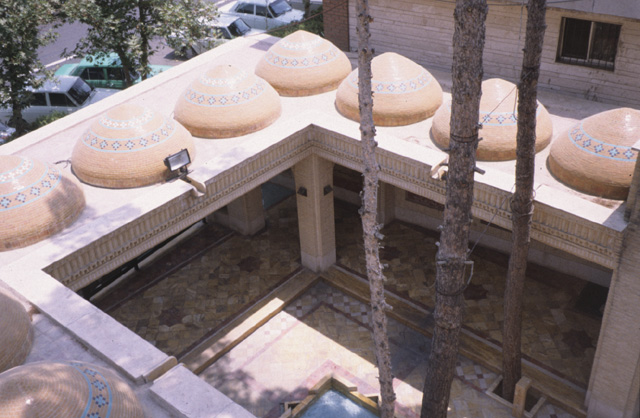
Um sahn simples, com um howz no meio, marcado por uma arcada abobadada, numa mesquita de Teerão

Sahn (em árabe: صحن; romaniz.: ṣaḥn) é o termo utilizado na arquitetura islâmica para se referir a um pátio religioso. Nas mesquitas, o sahn é o pátio central, em torno do qual se encontram o haram, a madraça e outros componentes das mesquitas.
Quase todas as mesquitas, casas e outros edifícios em áreas pertencentes ao mundo islâmico contêm um sahn, rodeado em todos os seus lados por uma arcada. Na arquitetura persa, o sahn contém geralmente uma howz; ou seja, uma piscina simétrica, na qual se realizam as abluções. Alguns também contêm fontes para beber.
Se o sahn pertence a uma mesquita, é usado para a realização das abluções. Se o sahn pertence a um pátio privado ou numa casa tradicional, é usado para o banho, por estética, ou para ambas as coisas.